# 再見了拉包爾 最後的戰鬥機
再見了拉包爾 最後的戰鬥機（日文：さらばラバウル）是1954年上映的日本戰爭片，由池部良、平田昭彥、岡田茉莉子為主角，本多豬四郎執導。

## 劇情
二次大戰期間，在太平洋上的小島「拉包爾」，基地上的所有飛行員和看護，都抱持著憤慨和迷失的心情，對於擁有豐富物資和龐大部隊的美國空軍，拉包爾的士兵們要該如何去面對這場毫無止盡的決死大空戰呢？

## 演員
- 若林大尉：池部良
- 野口中尉：平田昭彥
- 小松すみ子：岡田茉莉子
- 片瀬大尉：三國連太郎
- キム：根岸明美
- 島田二飛曹：久保明
- 湯瑪士海因(黃蛇)中尉：Bob booth

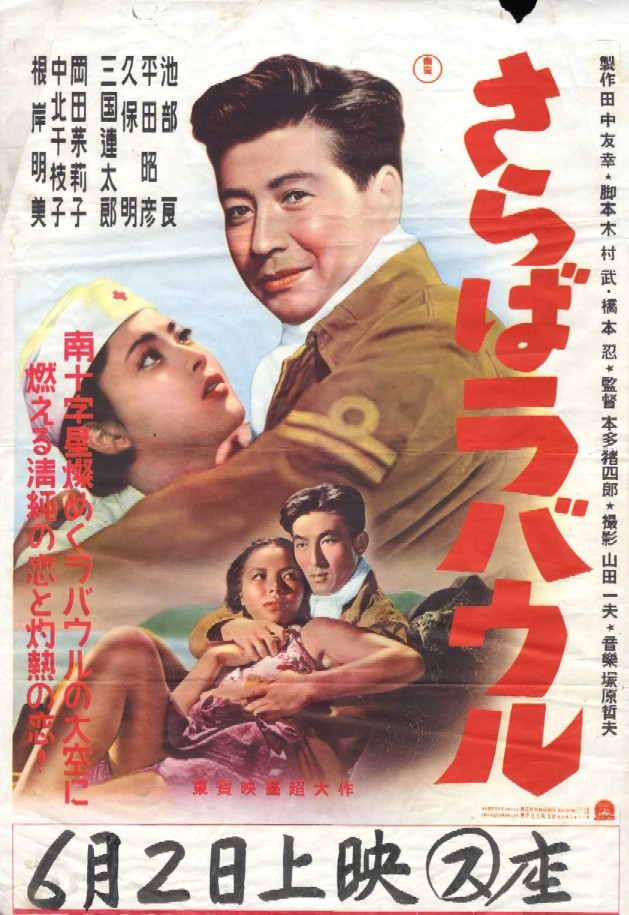
電影海報

- 須藤中佐：恩田清二郎
- 特攻隊員：佐原健二
- 拉包爾的士兵：中島春雄

## 外部連結
- さらばラバウル - 日本电影数据库
- さらばラバウル - allcinema